# St. Maternus (Herschbroich)

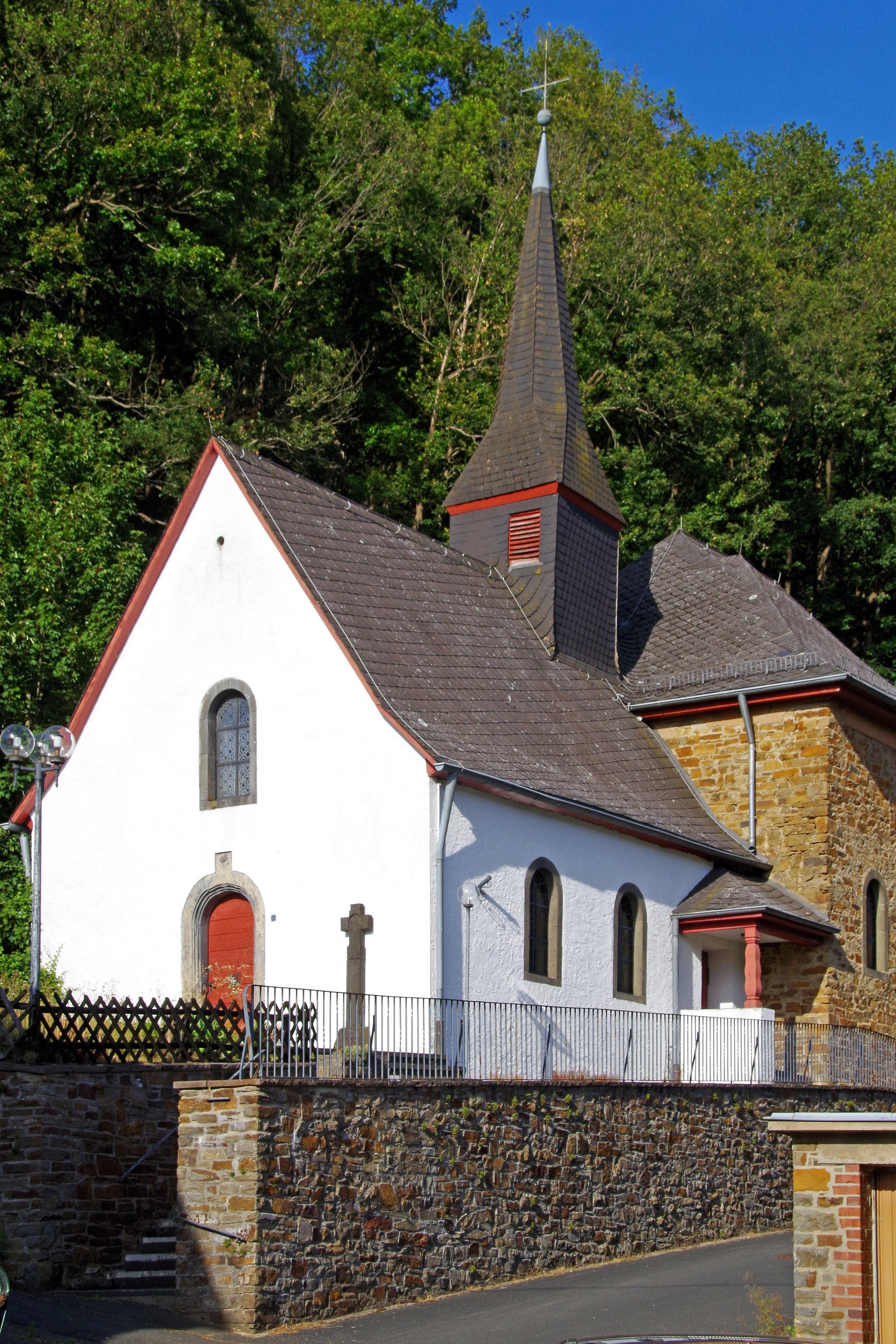
Kirche St. Maternus

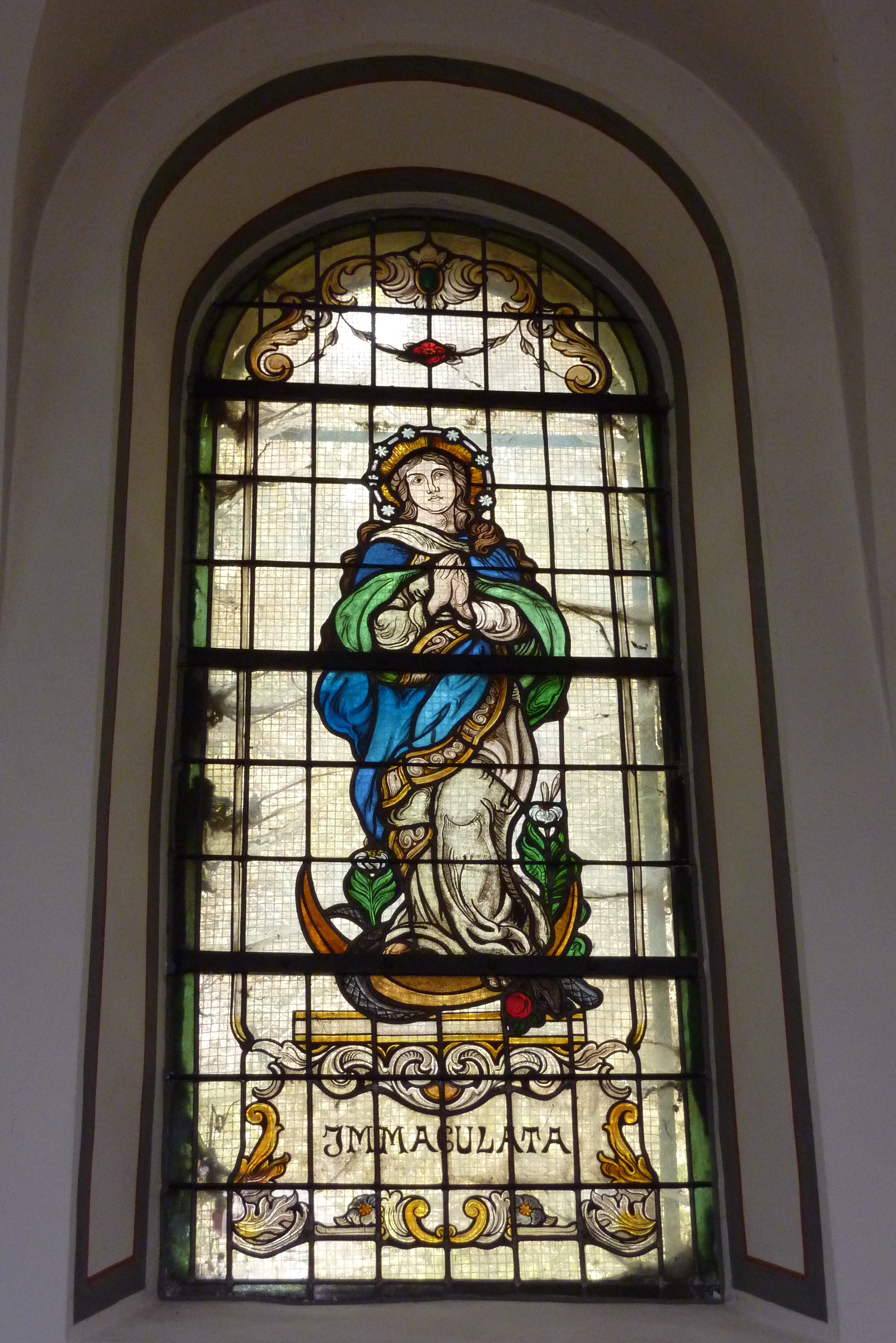
Bleiglasfenster mit der Darstellung der Mondsichelmadonna

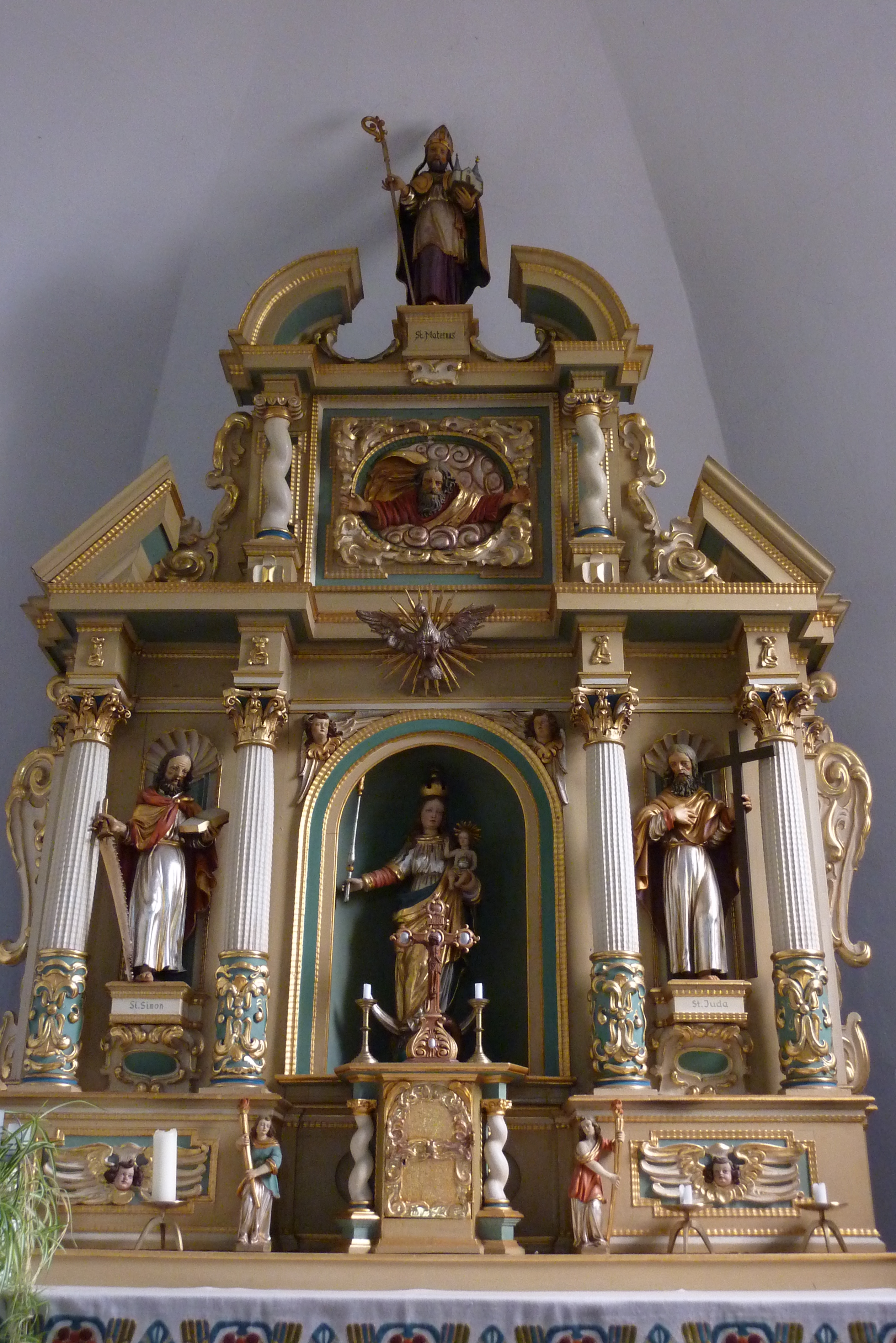
Altar aus dem 17. Jahrhundert

Die katholische Filialkirche St. Maternus in Herschbroich, einer Ortsgemeinde im Landkreis Ahrweiler in Rheinland-Pfalz, wurde im 17. Jahrhundert errichtet. Die Kirche ist ein geschütztes Kulturdenkmal.

## Geschichte
Die dem Heiligen Maternus (Nebenpatrone St. Simon und St. Judas Thaddäus) geweihte Kirche wurde 1666 errichtet und unterstand der Johanniter-Komturei in Adenau. 1754 wurde das Gebäude renoviert und 1923/25 vergrößert, indem das Schiff nach Osten um Querhaus und Chor erweitert wurde.    

## Architektur
Der alte Teil der Kirche aus verputztem Bruchstein ist neun Meter lang und 5,60 Meter breit. Dieser Saalbau besitzt ein rundbogiges Portal im Westen und an den Traufseiten je zwei Rundbogenfenster.
Vor dem Chor sitzt auf dem mit Schiefer gedeckten Satteldach ein viereckiger Dachreiter mit achtseitigem Helm. Die letzte Renovierung fand im Jahr 2000 statt. 

## Altar
Der barocke Altar im neuen Chor mit zweiteiligem Aufbau ist aus der Mitte des 17. Jahrhunderts. Über dem Tabernakel befindet sich eine Statue der Muttergottes und an den Seiten, zwischen den gewellten Säulenpaaren, die Heiligen Simon und Juda. Rechts und links außen sitzen Ohrwangen mit Knorpelwerk. Das Aufsatzrelief zeigt Gottvater, darüber befindet sich der heilige Maternus mit einem Kirchenmodell.  